# ニンテンドー2DS
ニンテンドー2DS（ニンテンドーツーディーエス、Nintendo 2DS、略称：2DS）は、任天堂が開発し、2013年10月12日に発売した携帯型ゲーム機。
2011年に発売されたニンテンドー3DS（以下、3DS）から裸眼立体視（3D映像）機能と折り畳み機能を削除し、ステレオスピーカーをモノラルにすることで価格を低く抑えた廉価版。2017年7月13日には上位機種『Newニンテンドー2DS LL』が発売された。
2016年5月12日、ニンテンドー2DSが生産終了。（期間限定モデル）
2020年9月16日、上位互換『Newニンテンドー2DS LL』、互換ハード『Newニンテンドー3DS LL』と共に生産終了した事が発表された。

## 販売地域
販売地域について当初、任天堂は3DSの価格が高いとされる国のみで展開とし、それら国々の事情に合わせた廉価版モデルと位置付けていた。これにより2013年10月12日に北米、欧州、豪州で、同年12月7日に韓国で発売された。なお、日本で2DSを発売する予定はないとしていたが、2016年2月27日にバーチャルコンソールの『ポケットモンスター 赤・緑・青・ピカチュウ』とセットになった限定パックがポケモンセンターなど一部店舗限定で発売された後、これとは別の5色が同年9月15日に単品販売された。

## 年表
- 2013年8月29日に初めてその存在が明らかになり、価格は129.99ドル、発売日は北米・欧州・豪州ともに同年10月12日に発売すると発表。
- 2013年10月12日 - 北米・欧州・豪州で販売開始。
- 2013年12月7日 - 韓国で販売開始。
- 2015年12月25日 - 日本でも発売すると発表。『ポケットモンスター 赤・緑・青・ピカチュウ』の限定パックの発売日を2016年2月27日、価格は9,980円（税別）。
- 2016年2月27日 - 『ポケットモンスター 赤・緑・青・ピカチュウ』の限定パックを販売開始。
- 2016年5月12日 - 一旦生産終了。
- 2016年9月1日 - Nintendo3DSdirect2016.9.1において、日本で通常モデルのニンテンドー2DSを同月15日から発売すると発表。
- 2016年9月15日 - ニンテンドー2DSの通常モデルの販売開始。
- 2017年4月28日 - 上位機種『Newニンテンドー2DS LL』を7月12日に14,800円（税別）で発売すると発表。
- 2017年7月12日 - 『Newニンテンドー2DS LL』販売開始。
- 2019年7月10日 - 事実上の次世代型携帯ゲーム機である『Nintendo Switch Lite』が発表された。
- 2019年9月20日 - 『Nintendo Switch Lite』が発売され、ゲームハードとしての事実上の世代交代を迎えた。
- 2020年9月16日 - 『Newニンテンドー2DS LL』、『Newニンテンドー3DS LL』と共に生産終了が発表された[3]。これにより、ニンテンドー3DSシリーズは全て生産終了となった。
- 2024年2月13日 - 修理用部品の保有期間が経過したことから、保有している部品在庫がなくなり次第、修理受け付けを終了することを発表した[12]。
- 2025年3月4日 - 修理部品の在庫が枯渇したことから、同日受け付け分をもって、修理受け付けを終了した[13]。

## ハードウェア
性能は3DSと同等であるが、裸眼立体視が無くなったため、3D映像を表示できなくなった。理由として米国任天堂のレジー・フィサメィ社長は、立体映像は幼児に悪影響を与える恐れがあるため、入門用として本モデルを出したとしている。液晶サイズは3DSと同等ながら、3DSとは異なり1枚の液晶を使い、使わない部分をカバーで覆う形で2画面にしている。背面の3Dカメラは残され、3D写真の撮影は可能。また、スリープは本体下のスリープスイッチを操作する仕様となり、無線通信はHOMEメニューの設定で切り替えできる。
ソフトウェアはニンテンドー3DSおよび前世代機ニンテンドーDSのものが使用可能だが、3DS用ソフトであっても、『スーパーマリオ3Dランド』などの3D映像を表示する上で一部の3DS用ソフトは、表示自体不可能である。またNewニンテンドー3DS専用ソフト（『ゼノブレイド』等）はプレイできない。同様にNewニンテンドー3DSに搭載されているCスティック、ZL・ZRボタンは搭載されておらず、2DS向けの拡張スライドパッドの発売の予定もない。また、本体の形状が異なるという理由で『ポケモントレッタラボ for ニンテンドー3DS』は2DSには対応しない。『ワンセグ受信アダプタ DSテレビ』は基部の足が干渉し刺さらない。

## バリエーション
オリジナルカラー
任天堂から発売されている通常版。
- ブルー(2016年9月15日 - )
- レッド(2016年9月15日 - )
- クリアブラック(2016年9月15日 - )
- ピンク(2016年9月15日 - )
- ラベンダー(2016年9月15日 - )

限定モデル（ソフト同梱版）
- ポケットモンスター 赤【クリアレッド】ポケットモンスター 赤、2016年2月27日 - 生産終了)
- ポケットモンスター 緑【クリアグリーン】(ポケットモンスター 緑、2016年2月27日 - 生産終了)
- ポケットモンスター 青【クリアブルー】(ポケットモンスター 青、2016年2月27日 - 生産終了)
- ポケットモンスター ピカチュウ【クリアイエロー】(ポケットモンスター ピカチュウ、2016年2月27日 - 生産終了)
- スーパーマリオパック【ホワイト×イエロー】(New スーパーマリオブラザーズ 2、2016年12月15日 - 生産終了)

北米では『ポケットモンスター X・Y』『妖怪ウォッチ』『マリオカート7』の同梱モデルも発売されている。
限定モデル（ソフト同梱なし）
- ポケットモンスター サン・ムーン【ライトブルー】(2016年12月8日 - )

## 本体・周辺機器

### 本体
| 型番    | 名称                 | 備考                                         |
| ------- | -------------------- | -------------------------------------------- |
| FTR-001 | ニンテンドー2DS 本体 | カラーバリエーションによる型番の違いはない。 |

### 周辺機器
| 型番    | 名称                                 | 備考 |
| ------- | ------------------------------------ | --- |
| WAP-002 | ACアダプタ                           | 本体への電源供給および内蔵充電池の充電を行うためのACアダプタ。 ニンテンドー3DSシリーズ、ニンテンドーDSiシリーズ等と共用。     |
| CTR-003 | 専用バッテリーパック                 | 本体内蔵。ニンテンドー3DSと共用。                                                                                             |
| FTR-004 | 専用タッチペン                       | 2DS専用タッチペン。使用していない時は本体に収納可能。本体同梱。                                                               |
| CTR-012 | ニンテンドー3DS NFCリーダー/ライター | ニンテンドー3DSと共用で使えるamiiboを読み込ませるのに使うほか、めがみめぐりで交通系ICカードを読み込ませる、但し決済は不可能。 |
| RVL-020 | SDメモリーカード512MB                | 市販されているSDメモリーカードと機能は同じであるが、この容量の製品は多くが生産を終了している。                                |
| RVL-033 | SDメモリーカード2GB                  | RVL-020の2GB版。 |
| RVL-037 | SD HCメモリーカード8GB               | SDスピードクラス4に準拠する市販のSDHCメモリーカードと機能は同じである。                                                       |
| RVL-038 | SD HCメモリーカード16GB              | SDスピードクラス4に準拠する市販のSDHCメモリーカードと機能は同じである。                                                       |

### 補足
1. ↑  日本において、ゲームカードでニンテンドーDSi専用として発売されているのは、アルファ・ユニットの「モンスターファインダー」のみとなっている。
2. ↑  3D非対応となっているのはニンテンドーDS・ニンテンドーDS Lite・ニンテンドーDSi・ニンテンドーDSi LL以来となる。
3. ↑  販売を開始した、2013年時点で、3DSが169ドルに対し、2DSは129.99ドルに設定された[6]。その後値段は2015年に99.99ドル[7]。2016年時点で79.99ドルで販売されている。
4. ↑  任天堂が日本国外の事情に合わせてこのような廉価版モデルを販売した例としては、Wiiの廉価版の「Wii mini」を発売したことがある[8]
5. 1 2 3 4 5  赤・緑・青・ピカチュウモデルは、ポケモンが販売元になっている[9]。
6. ↑  ただし、2DSで3D表示させることはできない
7. ↑  脚を物理的に切除すれば使用可能